# 아빠 얼굴 예쁘네요
《아빠 얼굴 예쁘네요》는 대한민국의 가수 김민기가 1987년에 내놓은 음반이다. 김민기가 광산촌에서 탄부 생활을 하며 모은 어린이들의 글을 바탕으로 만든 노래극이다.